# Roberto César
Roberto César (født 19. december 1985) er en brasiliansk fodboldspiller.